# Schlodderdicher Mühle

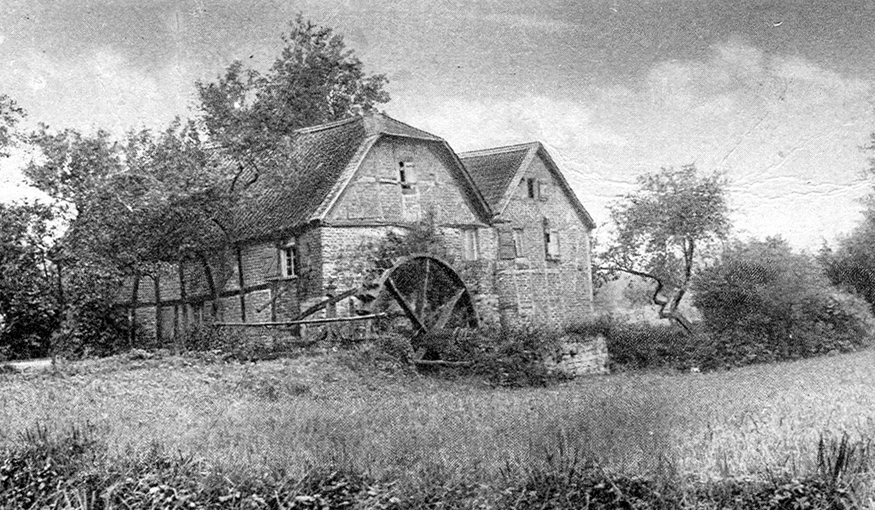
Die Schlodderdicher Mühle um 1900

Die Schlodderdicher Mühle war zunächst eine Schleifmühle, dann eine Walkmühle und zuletzt eine Gipsmühle in Schlodderdich im Stadtteil Gronau von Bergisch Gladbach an der Strunde.

## Geschichte
Im Bachgerichtsprotokoll von 1584 wurde Heinrich Kessel aus Bensberg zwar als Eigentümer erwähnt, doch nirgendwo stand etwas über die Funktion der Mühle. Erstmals erfährt man 1745 über die Schlodderdicher Mühle mit der Bezeichnung schleiffmühl zum schluderdich, dass es eine der alten Schleifmühlen an der Strunde war. Sie hatte aber viele Jahre lang stillgestanden und war nicht mehr in Betrieb. Vor 1773 war die alte Schleifmühle in eine Walkmühle (Follmühle) umgewandelt worden, die ein unterschlächtiges Wasserrad und ein Gefälle von ungefähr sechs Fuß hatte. Als 1809 die Franzosen Hausnummern vergaben, gehörte die Mühle dem in Schlodderdich geborenen Wilhelm Linden. 1823 gab er an, eine Öl-, Perlen- und Mahlmühle zu besitzen, wobei er sicherlich keine echten Perlen bearbeitete, sondern in einer von der Mühle angetriebenen Trommel Perlen aus Glas oder Halbedelsteinen polierte. 1873 wurde in der Mühle nur noch Öl geschlagen.
1914 erwarb der Kaufmann Rudolf Paffrath die Schlodderdicher Mühle. Er richtete unter der Bezeichnung Alabastergipswerk von Rudolf Paffrath, Gemeinde Gladbach eine Fabrikationsstätte zum Mahlen und zur Aufbereitung von Gipsen ein. Nach dem Zweiten Weltkrieg wurde die Mühle baulich erweitert und erzeugte nun hochwertige medizinische Gipse, Zahngips und Material für die Metall- und Kunststoffindustrie als Formgips. Da die Wasserkraft der Strunde den steigenden Anforderungen nicht mehr genügte, wurde der Betrieb elektrifiziert. Nach Entfernung des maroden Mühlrads 1975 erinnert nur noch die verrostete Nabenachse und die Verfärbung an der Wand an eine hier ehemals drehende Mühle. 2001 kaufte der Dachdeckerbetrieb Paul Wegener das Gebäude. Ein Mühlenbetrieb findet nicht mehr statt.

## Weitere Mühlen an der Strunde
- siehe Mühlen an der Strunde